# Data (Star Trek)
Data es un personaje de la exitosa franquicia Star Trek. Hace su aparición por primera vez en la serie de ciencia ficción Star Trek: La nueva generacióny continuó apareciendo en los largometrajes Star Trek Generations (1994), First Contact (1996), Insurrection (1998) y Nemesis (2002); regresaría teniendo apariciones en la primera y tercera temporada de Star Trek: Picard, siendo interpretado por Brent Spiner.
Data es un androide masculino consciente de sí mismo, inteligente, sensible y anatómicamente funcional que se desempeña como segundo oficial y director de operaciones a bordo de la nave estelar de la Federación USS Enterprise -D y más tarde del USS Enterprise -E.
Data es, en muchos sentidos, un sucesor del Spock de la Star Trek original, en el sentido de que el personaje tiene habilidades mentales superiores y ofrece una perspectiva "extraña" de la humanidad.

## Desarrollo
Gene Roddenberry le dijo a Brent Spiner que en el transcurso de la serie, Data se volvería "cada vez más como un humano hasta el final del programa, cuando estaría muy cerca, pero aún no había llegado a ese punto. Esa era la idea y esa es la forma en que los escritores lo tomaron". Spiner sintió que Data exhibía las características chaplinescas de un payaso triste y trágico.  Para asumir su papel de Data, Spiner utilizó el personaje de Robby the Robot de la película Forbidden Planet como modelo a seguir. 
Al comentar sobre la perpetua apariencia albina de Data, dijo: "Pasé más horas del día maquillado que sin maquillaje", hasta el punto de que incluso lo llamó una forma de actuar con método.  Spiner también interpretó al manipulador y malévolo hermano de Data, Lore (un papel que le resultó mucho más fácil de interpretar, porque el personaje era "más como yo"),  y al creador de Data, el Dr. Noonien Soong. Además, interpretó a otro androide tipo Soong, B-4, en la película Star Trek: Nemesis, y también a Arik Soong, uno de los antepasados de Soong en tres episodios de Star Trek: Enterprise. Spiner dijo que su escena favorita de Data tiene lugar en "Descent", cuando Data juega al póquer en la holocubierta con una recreación del famoso físico Stephen Hawking, interpretado por el propio Hawking. 
Spiner repitió su papel de Data en el final de la serie Star Trek: Enterprise "These Are the Voyages..." en una parte hablada fuera de la pantalla. Spiner sintió que había envejecido visiblemente para el papel y que Data se presentaba mejor como una figura juvenil.  Spiner volvió al papel en Star Trek: Picard,  convencido por la llegada de las herramientas digitales de envejecimiento.  También aceptó porque la reacción negativa de los fans ante la muerte de Data en Nemesis lo tomó por sorpresa, y la escena en Picard le dio una nueva oportunidad para una despedida adecuada al personaje.  Inicialmente afirmó que la primera temporada de Picard de 2020 sería la última vez que interpretaría a Data,  Spiner regresó al papel para la tercera y última temporada de la serie de 2023, interpretando a Data, Lore y B-4 envejecidos.

## Características
Está dotado de un cerebro positrónico que le permite ser racional, con una mente analítica y encuentra a los humanos difíciles de entender, lo que recuerda al vulcano Spock, y pese a sus intentos para comprender el comportamiento humano, los creadores de la serie lo presentan con algunos aspectos de humanidad, pues parece que intenta asemejarse a los humanos, a pesar de no comprenderlos.
Tras su rescate por la tripulación de una nave de la Flota Estelar, ingresó en la Academia de la Flota, imitando a sus salvadores. Graduado en la Academia con las más altas calificaciones, su distinguida actuación le permitió servir entre otras en la USS Enterprise D y la USS Enterprise E bajo el mando del capitán Jean-Luc Picard.
Dado que Data es un androide que no puede envejecer y Brent Spiner ha envejecido visiblemente durante el tiempo de rodaje, durante un episodio de la serie se informa que Data tiene un programa de envejecimiento que le permite cambiar su aspecto.
Data ha mostrado gran destreza en sus capacidades científicas, pero en las ocasiones que le ha tocado asumir mandos, como ser capitán en funciones de la Enterprise, ha mostrado un carácter sumamente frío. 
Otra característica que tiene Data, como todo genio, es que es desordenado, ya que en su escritorio suele haber varios notepads desparramados. En sus intentos por conocer a los humanos Data practica la música y en especial la pintura. También juega al póker con sus compañeros de puente y se sorprende de lo mentiroso que puede ser el comandante William Riker. 
Data, a pesar de ser un androide, ha conocido las emociones gracias al chip de emociones que obtuvo de su hermano Lore. Le ha costado mucho trabajo entenderlas y manejarlas. Fue tentado por la Reina Borg a tener implantes biológicos para poder "sentir" las sensaciones de la piel. 
Sin embargo, la opción de una muerte heroica del personaje prevaleció en la última película de la saga de Star Trek (Star Trek: Némesis, 2002) pues Data se sacrifica para salvar a la tripulación de la Enterprise E. No obstante, un homólogo suyo y menos desarrollado (llamado B-4 pronunciado como «before», es decir "antes" en inglés) recibe toda la información de Data antes del fatal desenlace. Aunque en principio B-4 parece incapaz de asumir la misma personalidad del famoso androide de la flota estelar, queda abierta la puerta para desarrollos posteriores del personaje, aunque queda claro que Data ha pasado a mejor vida en la trama de la serie, como ya lo hiciera el capitán Kirk, encarnado durante años por William Shatner.
En la miniserie en cómics Star Trek: Countdown (la precuela oficial al film Star Trek dirigido por J. J.  Abrahams en 2009) Data, habiendo transferido exitosamente sus algoritmos y memorias positrónicas a B-4, aparece como comandante del Enterprise-E en misión para detener al romulano Nero. Spock compara la "resurrección" de Data con su propia muerte y regreso años atrás.
En la primera temporada de la serie Star Trek Picard (2020), el científico Altan Inigo Soong (hijo de Noonien Soong creador de data) logra realizar una reconstrucción cuántica de la conciencia de Data a partir de una única célula positrónica recuperada por el Dr. Bruce Maddox y de la memoria que Data transfirió a B-4 antes de morir, de esta forma mediante una simulación, Picard puede lograr lo que ha ansiado tanto desde la muerte de Data que es poder despedirse. Posteriormente Data le pide un último favor a Picard, que elimine su conciencia para así experimentar la mortalidad, diciendo que eso le da sentido a la vida. En el fin de temporada Picard cumple el deseo de Data, siendo este el final real de la vida de Data.